# Jouxtens-Mézery
Jouxtens-Mézery és un municipi del cantó suís del Vaud, situat al districte de Lausanne.